# Hans Jürgen Kerkhoff
Hans Jürgen Kerkhoff (* 7. November 1956 in Süchteln, Niederrhein) ist ein ehemaliger deutscher Verbandsfunktionär. Von 2008 bis 2022 war er  Präsident und Hauptgeschäftsführer der Wirtschaftsvereinigung Stahl und Vorsitzender des Stahlinstituts VDEh.

## Leben
Kerkhoff studierte Germanistik und Philosophie mit den Schwerpunkten Politik und Technik an der Universität Düsseldorf. Zusätzlich studierte er Ökonomie in Cambridge.
Parallel zum Studium arbeitete er als Assistent im Deutschen Bundestag und bearbeitete dort Themen des Haushaltsausschusses.
1987 begann er bei der Wirtschaftsvereinigung Stahl. Nach vier Jahren als Assistent des Präsidenten Ruprecht Vondran in Bonn leitete er acht Jahre das Brüsseler Büro des Verbandes. 1999 wurde er im Düsseldorfer „Stahl-Zentrum“ für das Geschäftsfeld Politik zuständig. 2003 wurde er Geschäftsführer der Wirtschaftsvereinigung Stahl. Von 2004 bis 2008 war er Hauptgeschäftsführer des Verbandes. Am 1. April 2008 löste er Dieter Ameling als Präsidenten der Wirtschaftsvereinigung Stahl und Vorsitzenden des Stahlinstituts VDEh ab. Diese Ämter legte er zum Jahresende 2022 nieder und trat in den Ruhestand ein.
Hans Jürgen Kerkhoff ist darüber hinaus Mitglied des Senats der Deutschen Akademie der Technikwissenschaften (acatech).
Kerkhoff ist verheiratet und hat vier Kinder.